# Horní Studénky

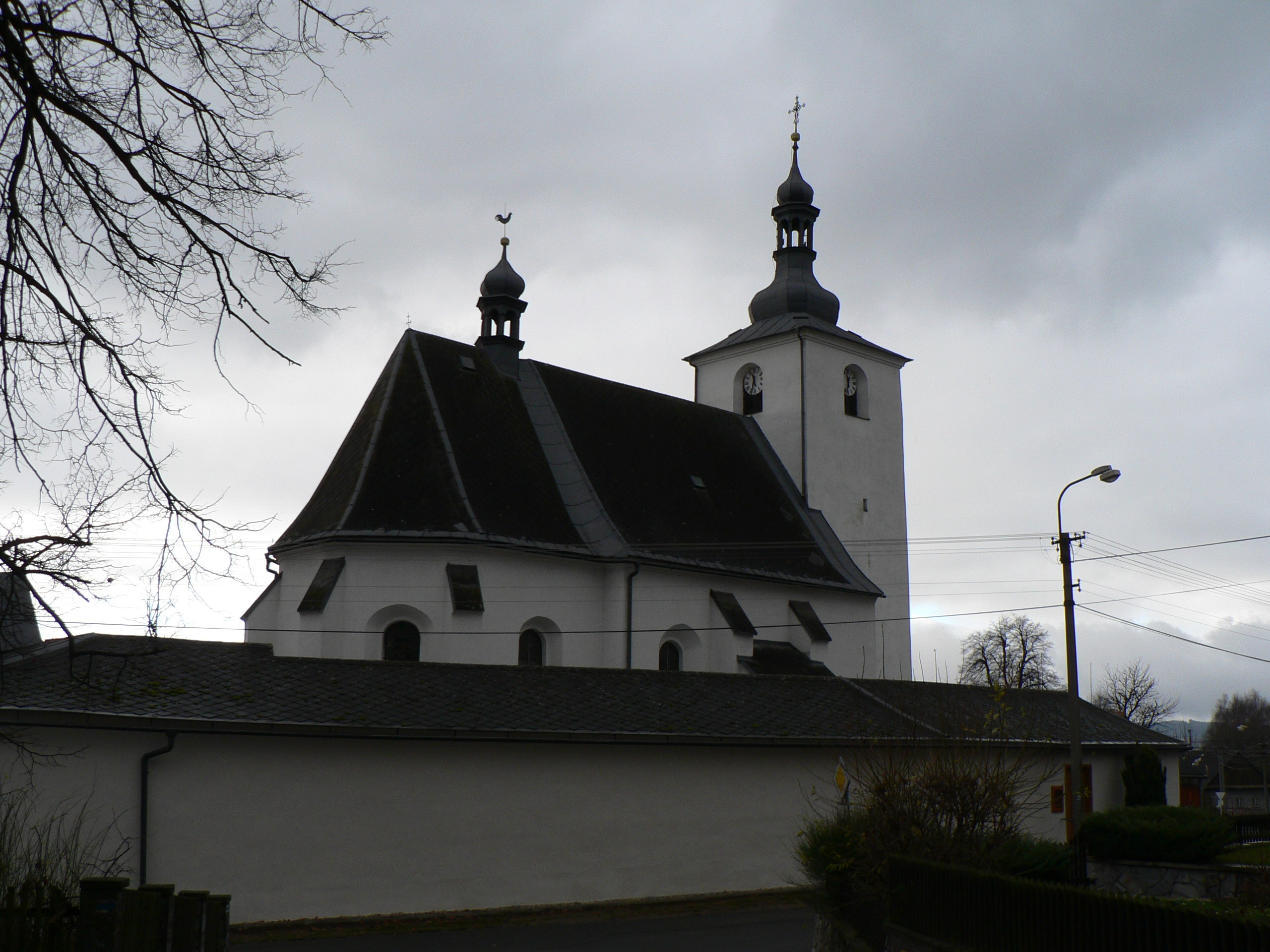
Kirche des hl. Leonhard

Horní Studénky (deutsch Studinke) ist eine Gemeinde in Tschechien. Sie liegt drei Kilometer östlich von Štíty und gehört zum Okres Šumperk.

## Geographie
Horní Studénky erstreckt sich in einem Kessel in der Drozdovská vrchovina (Drosenauer Bergland). Das Dorf liegt im Naturpark Březná. In Horní Studénky entspringt die Nemilka. Nördlich erhebt sich die Pustina (626 m), im Osten die Rozsocha (518 m), südöstlich der Háječek (603 m), im Westen die Obora (585 m) und nordwestlich die Králova hora (Königsberg, 602 m). Im Nordwesten liegt der Teich Sychrov.
Nachbarorte sind Jakubovice und Bušín im Norden, Na Horách und Olšany im Nordosten, Klášterec im Osten, Zborov und Svébohov im Südosten, Na Dole und Jedlí im Süden, U Mlýna und Crhov im Südwesten, Na Kluči und Štíty im Westen sowie Březná und Bukovice im Nordwesten.

## Geschichte
Die erste schriftliche Erwähnung von Studenky erfolgte im Jahre 1353. Angeblich soll das Dorf bereits 1350 als Odendorf und lateinisch Deserta villa genannt worden sein, andere gleichfalls unbelegte Quellen sprechen von Bohemicalis villa. Seit 1531 ist in Studenky eine Kirche nachweisbar. Diese war seit 1620 das Ziel von Leonhardswallfahrten. In den Jahren 1666–1672 wurde die Holzkirche durch einen Neubau ersetzt. Seit 1786 besteht in Studenky eine Schule. Zwei Jahre später wurde das Pfarrhaus errichtet.
Nach der Aufhebung der Patrimonialherrschaften bildete Studenky / Studinke ab 1850 eine politische Gemeinde im Bezirk Hohenstadt und Gerichtsbezirk Schildberg. Wegen seiner Gebirgslage war die Landwirtschaft wenig ertragreich, so dass sich die Bewohner in Heimarbeit mit der Fertigung von Zwirnköpfen, Bürsten und Holzwaren sowie durch Korbflechterei und Besenbinderei ein Zubrot verdienten. 1908 entstand ein neues Schulhaus. 1930 hatte Studenky 656 Einwohner.
Nach dem Münchner Abkommen wurde das größtenteils von Tschechen bewohnte Dorf 1938 dem Deutschen Reich zugeschlagen und gehörte bis 1945 zum Landkreis Hohenstadt. Bei der Sudetendeutschen Ergänzungswahl zum Reichstag im Dezember 1938 war Studinke eines der wenigen Dörfer, in dem die Mehrzahl der Wähler gegen die NSDAP-Kandidaten stimmte. 1939 lebten in Studinke 726 Menschen. Während der Zeit der Besatzung entwickelte sich die St.-Leonhard-Wallfahrt in Studinke zu einer nationalen Manifestation der Tschechen im Dritten Reich. Der Troppauer Regierungspräsident Friedrich Zippelius sah 1941 in der Wallfahrt eine Demonstration unter dem Deckmantel der Kirche und Reichsstatthalter Konrad Henlein verbot daraufhin die Wallfahrt.
Nach dem Ende des Zweiten Weltkrieges kam Horní Studénky zur Tschechoslowakei zurück. Ein Teil der Einwohner verließ den Ort und siedelte in die Grenzgebiete um. 1958 hatte die Gemeinde 503 Einwohner. Nach der Auflösung des Okres Zábřeh wurde Horní Studénky mit Beginn des Jahres 1961 dem Okres Šumperk zugeordnet. Zwischen 1985 und 1990 war der Ort nach Štíty eingemeindet.

## Gemeindegliederung
Für Gemeinde Horní Studénky sind keine Ortsteile ausgewiesen. Zu Horní Studénky gehört die Ansiedlungen Na Horách.

## Sehenswürdigkeiten
- Wallfahrtskirche des hl. Leonhard, der Renaissancebau entstand 1666–1672 anstelle eines seit 1531 nachweislichen hölzernen Vorgängerbau
- Kirchhofsmauer aus dem 16. Jahrhundert, der Kreuzgang wurde 1734 angelegt
- Kapelle, aus dem 18. Jahrhundert

## Söhne und Töchter der Gemeinde
- Čeněk Rýznar (1845–1923), Arzt und Archäologe
- Vladimír Přikryl (1893–1968), Generalmajor